# Johannes Wiesen
Johannes Wiesen SVD (* 16. November 1904 in Noswendel; † 1. März 1972 in Völklingen) war Prälat von Encarnación y Alto Paraná.

## Leben
Johannes Wiesen, der bis zu seinem 21. Lebensjahr als Hochöfner in der Völklinger Hütte gearbeitet hatte, trat der Ordensgemeinschaft der Steyler Missionare als „Spätberufener“ bei. Nach dem Eintritt ins Missionshaus St. Wendel, wo er die gymnasiale Ausbildung erhielt, studierte er Theologie und Philosophie an den Missionsanstalten der Steyler Missionare in Geilenkirchen, St. Augustin (Bonn) und an der Päpstlichen Universität Gregoriana Rom. In Rom empfing am  27. Oktober 1935 auch die Priesterweihe. Bis zur Beschlagnahme der Einrichtung durch die Gestapo im Jahr 1940 war er im Missionshaus St. Josef in Geilenkirchen als Lehrer und Erzieher tätig. Über Sibirien und Japan gelangte er nach Argentinien, wo er am Seminar von Villa Calzada bei Buenos Aires für zehn Jahre Moraltheologie lehrte und als Spiritual der dortigen Missionsbrüder wirkte. Danach war er als Provinzial in der Argentinischen Ostregion und als Seelsorger in Puerto Rico tätig. Pius XII. ernannte ihn am 21. Januar 1957 zum Prälaten von Encarnación y Alto Paraná. Der Papst ernannte ihn am 2. Februar 1964 zum Titularbischof von Telmissus. Die Bischofsweihe spendete ihm der Erzbischof von Asunción, Juan José Aníbal Mena Porta, am 19. März desselben Jahres; Mitkonsekratoren waren Jorge Kémérer SVD, Bischof von Posadas, und Sinforiano Lucas Rojo OMI, Apostolischer Vikar von Pilcomayo.
Er nahm an allen Sitzungsperioden des Zweiten Vatikanischen Konzils teil. 1967 erlitt er einen schweren Herzinfarkt und kehrte nach Deutschland zurück. Von seiner Schwester gepflegt, lebte er die letzten Jahre als Angehöriger des Missionshauses St. Wendel zurückgezogen in seiner Heimatstadt Völklingen. Zunächst in einem Priestergrab auf dem Waldfriedhof Völklingen bestattet, wurde er 2008 exhumiert und seine Gebeine in die Kathedrale Ciudad del Este überführt.